# Fuente Álamo de Murcia
Fuente Álamo de Murcia település Spanyolországban, Murciában. Fuente Álamo de Murcia Murcia, Cartagena, Alhama de Murcia, Mazarrón és Torre-Pacheco községekkel határos. Lakosainak száma 18 719 fő (2024).

## Népesség
A település népessége az elmúlt években az alábbi módon változott:
| Lakosok száma | 11 371 | 13 210 | 14 400 | 14 876 | 16 175 | 16 338 | 16 180 | 16 583 | 17 589 | 18 719 |
|               | 2001   | 2004   | 2007   | 2009   | 2012   | 2014   | 2017   | 2019   | 2022   | 2024   |